# Cantonul Nérondes
Cantonul Nérondes este un canton din arondismentul Saint-Amand-Montrond, departamentul Cher, regiunea Centru, Franța.

## Comune
| Comune                    | Populație (1999) | Cod poștal | Cod INSEE |
| ------------------------- | ---------------- | ---------- | --------- |
| Blet                      | 617              | 18350      | 18031     |
| Charly                    | 257              | 18350      | 18054     |
| Cornusse                  | 291              | 18350      | 18072     |
| Croisy                    | 130              | 18350      | 18080     |
| Flavigny                  | 184              | 18350      | 18095     |
| Ignol                     | 178              | 18350      | 18113     |
| Lugny-Bourbonnais         | 27               | 18350      | 18131     |
| Menetou-Couture           | 316              | 18320      | 18143     |
| Mornay-Berry              | 163              | 18350      | 18154     |
| Nérondes                  | 1.618            | 18350      | 18160     |
| Ourouer-les-Bourdelins    | 667              | 18350      | 18175     |
| Saint-Hilaire-de-Gondilly | 190              | 18320      | 18215     |
| Tendron                   | 110              | 18350      | 18260     |